# Имру ел Кајс II ибн Амр
Имру ел Кајс II ибн Амр (арап. امرؤ القيس بن عمرو) био је пети владар лахимидских Арапа у Ал-Хири, у преиоду од 368. до 390. године.
Као и о осталим лахимидским владарима, мало се зна о њему, а хронологија његове владавине је приближно одређена. Неки арапски песници из његовог времена доделили су му надимак Мухрик („жигосач”) зато што је имао обичај да жигоше ухваћене бунтовнике.
Наследио га је његов син Ел Нуман I (390—418).